# Diego Carlos Seyfarth
Diego Carlos Samaniego Seyfarth (Lima, 7 de diciembre de 1984), más conocido como Diego Carlos Seyfarth, es un actor y músico peruano, que ha destacado en series y películas.

## Trayectoria
Mientras concluía su servicio militar obligatorio en Alemania, Seyfarth con sólo 24 años, se formó en la escuela de actuación de Studio Bühne Siegburg en la ciudad homónima, y en 2010, en la universidad de artes Alanus Hochschule für Kunst & Gesselschaft en la ciudad de Bonn. 
Tras terminar los estudios, debutó en la actuación participando en diversas obras teatrales, siendo contratado Teatro Nacional de Bautzen en la ciudad de Sajonia. Además, participó en la adaptación alemana de la película Atrapado sin salida como el indio "Jefe" Bromden. 
Tras estar varios años en el país germánico, en 2017 regresó al Perú y comienza a colaborar con la productora ProTV, participando en la telenovela Ven, baila, quinceañera del canal América Televisión, en el papel estelar de Salvador.
Además, en 2018 fue incluido en el elenco de la película No me digas solterona como Alonso y participó en el teatro con la obra San Bartolo, que se realizó en el Teatro La Plaza. 
También participó como el director de cine Alexander Porfirievich Zinatov en la obra El rancho de los niños perdidos, además de participar en la obra musical Todos vuelven, bajo la dirección de Carlos Galiano, y protagonizó la obra Saudade.
En 2020, participó en la telenovela peruana Te volveré a encontrar en el papel de Matías Pinzón, y en 2022 fue incluido en la serie alemana Unter Uns como el David Junker, el nuevo papel principal antagónico de la serie.

## Vida personal
Nacido en la capital Lima el 7 de diciembre de 1984. 
A los 17 años, se mudó a Alemania en la ciudad de Bonn, donde cumplió el servicio a la comunidad obligatorio (siendo denominado como Zivildienst, en idioma alemán) y estudió hotelería y turismo.
En el 2022, contrajo matrimonio con la actriz y profesora de teatro peruana Karina Jordán, su pareja en la actualidad. Apenas unos meses de haber empezado su relación, ambos tuvieron la oportunidad de trabajar juntos por primera vez en la secuela Ven, baila, quinceañera.

## Filmografía

### Televisión
- Unter Uns (2022) como David Junker (Rol antagónico principal).[6]
- Te volveré a encontrar (2020) como Matías Pinzón (Rol antagónico reformado).
- En la piel de Alicia (2019) como Paco Martens (Rol principal).
- Señores papis (2019) como Ricardo (Rol principal).
- Ven, baila, quinceañera (2016-2018) como Salvador (Rol principal).[8]

### Cine
- Balko Teneriffa (2021) como Cortéz (Rol principal).
- Si, mi amor (2020) como Mark (Rol principal).[9]
- Sebastiana la maldición (2019) como Ricardo (Rol principal).
- Caiga quien caiga (2018) como Walter Thomas (Rol principal).
- No me digas solterona (2018) como Alonso (Rol principal).[3]

### Teatro
- Saudade (2020) como Sebastián (Rol protagónico).[5]
- San Bartolo (2019) como él mismo (Rol coprotagónico).
- Todos vuelven (2018-2019)[10]
- El rancho de los niños perdidos (2019)
- Las cartas de Humboldt (2019)
- Piaf (2017)
- Disneydrama (2016)
- Die Olsenbande (2016)
- Krieg (2016)
- Atrapados sin salida (2015)
- Eltern  (2015)
- My fair lady (2015)
- Kleiner Mann was nun? (2015)
- Schlechter sex (2015)
- Daphne hat Geburtstag (2014)
- Endlich Allein (2014)
- Gullivers Reisen (2014)
- Morgenstern (2014)
- The songs of Tom waits (2013)
- Blick zurueck im Zorn (2013)
- Der Wunderdoktor (2012)
- Der Baer (2011)
- Die kleinbuerger (2010)
- Leben und Tod von Marilyn Monroe (2009)